# Илия Геров
Илия Геров е български комунист. Кмет е на лъкенската кумуна през 1922 г.

## Биография
Роден е на 26 март 1890 година в неврокопското село Лъки. Влиза в рамките на БКП (тесни социалисти). През 1920 година след общински избори става (председател) кмет на селската комуна. Убит е по време на Дъбнишките събития от 1925 година от ВМРО на Иван Михайлов.